# Gitta Kahle
Birgitta „Gitta“ Kahle Härter (* 11. Juni 1963 in Bremen) ist eine deutsche Jazzmusikerin (Alt- und Tenorsaxophon, Komposition).

## Leben und Wirken
Kahle, die seit 1984 in der Schweiz lebt, studierte an der Jazzschule Luzern Saxophon; zeitweilig unterrichtete sie am Konservatorium für Musik in Biel. Zusammen mit Eliane Cueni gründete sie 1992 das Eliane Cueni/Gitta Kahle Quintet, mit dem sie in der Schweiz, Deutschland und Tschechoslowakei zahlreiche Tourneen unternahm und seit 1994 drei Alben veröffentlichte. 2004 gründete sie ein eigenes Quintett, das u. a. mit Erik Truffaz arbeitete und auch in Deutschland auftrat. In den letzten Jahren leitete sie eine Band mit Harald Haerter. Des Weiteren kam es zu Konzerten mit der Tänzerin Zenta Haerter in Deutschland.

## Diskographische Hinweise
- Eliane Cueni/Gitta Kahle Quintet A Timeless Place (Plainisphare, 1996–98), mit Marco Figini, Björn Meyer, Harald Haerter, Lukas Bitterlin, Erik Truffaz
- Eliane Cueni/Gitta Kahle Quintet Slow Motion (Brambus, 2001)
- Blue Tide Red (Unit Records, 2006), mit Sergio Beresovsky, Arthur Blythe, Ephrem Lüchinger, Patrice Moret, Flo Stoffner

## Lexikalischer Eintrag
- Bruno Spoerri (Hrsg.):  Biografisches Lexikon des Schweizer Jazz CD-Beilage zu: Spoerri, Bruno (Hrsg.): Jazz in der Schweiz. Geschichte und Geschichten. Chronos-Verlag, Zürich 2005, ISBN 3-0340-0739-6